# Herman Wilhelm Bissen

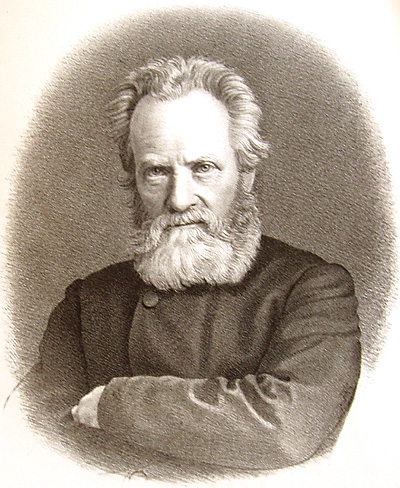
Herman Wilhelm Bissen

Herman Wilhelm Bissen (* 13. Oktober 1798 in Schleswig; † 10. März 1868 in Kopenhagen) war ein dänischer Bildhauer.

## Leben
Hermann Wilhelm Bissen ist nach Thorvaldsen der bedeutendste Bildhauer Dänemarks. Er wuchs in Gelting und Schleswig auf. Der Maler Conrad Christian August Böhndel und zwei weitere Schleswiger Bürger ermöglichten ihm mit 18 Jahren den Besuch der Königlich Dänischen Kunstakademie in Kopenhagen, wo er im Mittelpunkt eines Kreises deutschstämmiger Künstler war, darunter der Nordfriese Harro Harring, Detlev Conrad Blunck aus Breitenberg, Fritz Westphal aus Schleswig, Detlef Martens aus Kiel sowie Ernst Meyer, Johan Bravo und August Kraft aus Altona. Am 28. September 1824 trafen Bissen und Ernst Meyer, den er in München überredet hatte, ihn zu begleiten, in Rom ein. Seine italienische Zeit erstreckte sich über zehn Jahre, da sein Stipendium mehrfach verlängert wurde. Als Schüler und Gehilfe Thorvaldsens machte er rasch Fortschritte und sein schwärmerisch-romantischer Stil wandelte sich zum Klassizismus hin. 1827 reiste er mit Detlef Martens und dem Bildhauerkollegen Hermann Ernst Freund nach Sizilien. 1828 gewann Bissen die Große Goldmedaille der Kunstakademie, mit der ein mehrjähriges Rom-Stipendium verbunden war. Von 1824 bis 1834 lebte Bissen in Rom.
Bissen erhielt nun erste bedeutende Aufträge. Für den jungen Frankfurter Kaufmann Franz von Bernus schuf er eine Statue des Paris und für den Kaufmann Conrad Hinrich Donner schuf er 1833/34 eine Ceres, die heute im Hans-Christiansen-Haus des Flensburger Museums ausgestellt ist.
1834 war Bissen wieder in Kopenhagen, wo er 1840 zum Professor der Kopenhagener Kunstakademie ernannt wurde, deren Direktor er von 1850 bis 1863 war. 1848 setzte er sich im Wettbewerb gegen seinen Konkurrenten Jens Adolf Jerichau (1816–1883) durch und schuf die nationale Monumentalplastik Den danske Landssoldat.
1862 entwarf er den monumentalen Idstedt-Löwen auf dem Alten Friedhof (Flensburg). Der Löwe galt als Symbol für den dänischen Sieg über die Schleswig-Holsteiner in der Schlacht bei Idstedt (25./26. Juli 1850). So stand der deutschsprachige Däne Bissen mit seiner Kunst noch zu Lebzeiten im Zentrum dieser deutsch-dänischen Auseinandersetzung, was ihn aber nicht davon abhielt, eine größere Zeitspanne seines Lebensabends in Deutschland zu verbringen.
Bissen heiratete 1836 Emilie Hedvig Møller, die 1850 starb. Mit ihr hatte er zwei Söhne, den Bildhauer Vilhelm Bissen, der Bissens Atelier weiterführte, und den Landschaftsmaler Rudolf Bissen. 1852 heiratete er Marie Cathrine Sonne. Bissen starb 1868 an einer Lungenentzündung.

## Werke

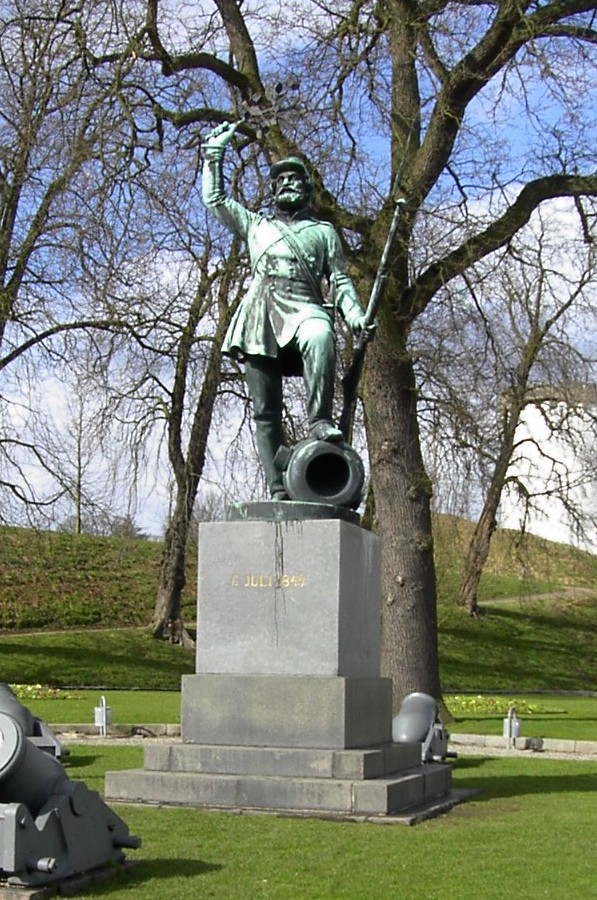
Der dänische Landsoldat

- 1833/34: Ceres, Marmor, Höhe 174,5 cm, Museumsberg Flensburg
- 1853: Der dänische Landsoldat, monumentale Bronzestatue, Fredericia.
- 1856: Frederik VI., Bronzestatue, Frederiksberg.
- 1862: Idstedt-Löwe, (dän. Istedløven), monumentale Bronzeplastik, Flensburg, 1868 nach Berlin versetzt, seit Mai 1945 in Kopenhagen, Rückkehr 2011 an den alten Standort in Flensburg[4]
- 1869: Denkmal für Friedrich VII. auf dem Køge Torv in Køge